# Cantonul Varaždin
Cantonul Varaždin este una dintre cele 21 unități administrativ-teritoriale de gradul I ale Croației. Are o populație de 184.679 locuitori (2001). Reședința sa este orașul Varaždin. Cuprinde 6 orașe și 22 comune.